# Ordem de Santo Estêvão
A Insigne Sacra Militar Ordem de Santo Estêvão Papa e Mártir (nome completo oficial em italiano: Insigne Sacro Militare Ordine di Santo Stefano Papa e Martire) é uma ordem de cavalaria toscana fundada em 1561 por Cosmo I de Médici, o primeiro grão-duque da Toscânia. O último membro da família Médici a chefiar a ordem foi João Gastão de Médici, em 1737. A ordem foi oficialmente abolida de forma permanente em 1859 aquando da anexação da Toscânia ao Reino da Sardenha. O último rei de Itália e a atual República Italiana nunca reconheceram a ordem.[a]

## História
A ordem foi fundada com a aprovação do Papa Pio IV e adotou a regra beneditina. O fundador, Cosmo de Médici foi igualmente o primeiro grão-mestre. Foi dedicada a Santo Estêvão porque foi no dia desse santo, 1 de agosto, que Cosmo venceu a Batalha of Montemurlo em 1537.
O primeiro objetivo da ordem, no século XVI, era combater os Império Otomano e os piratas do Mediterrâneo. Os turcos e os piratas faziam então perigosos avanços na costa do Mar Tirreno, onde Cosmo tinha inaugurado há pouco o novo porto de Livorno. Cosmo precisava de uma luta simbólica que unisse a nobreza das diferentes cidades que tinha juntado para formar o seu novo grão-ducado, e que demonstrasse o seu apoio à Igreja Católica. Além disso, a ordem fortaleceria o prestígio, tanto interno como externo, do estado recém-criado.A primeira sede da ordem foi em Elba, antes de se mudar para Pisa. A Piazza dei Cavalieri (Praça dos Cavaleiros) nessa cidade deve o seu nome à ordem, pois nela se situa a antiga sede, o Palazzo della Carovana.
Nos primeiros anos da sua existência, a ordem teve sucesso combatendo ao lado dos espanhóis na guerra destes contra os otomanos. Esteve presente no Cerco de Malta (1565), na Batalha de Lepanto (1571) e na conquista de Annaba, na Argélia. Depois de ver reconhecidas as suas capacidades agressivas, a ordem concentrou-se na defesa das costas mediterrânicas contra os piratas turcos e africanos. Foram levadas a cabo algumas incursões nas ilhas do Mar Egeu controladas pelos turcos e participaram nas campanhas na Dalmácia, Eubeia e Corfu.
Depois de 1640 o envolvimento militar abrandou, tendo a ordem concentrado a sua atividade na defesa da costa, mas isso não a impediu de enviar ajuda à República de Veneza então envolvida numa guerra desesperada contra o Império Otomano. A última ação militar da ordem ocorreu em 1719. O grão-duque Leopoldo promoveu uma reestruturação que tornou a ordem uma instituição de educação para a nobreza toscana.

Bandeira das galeras da Ordem de Santo Estêvão, 1562 final do século XVIII.

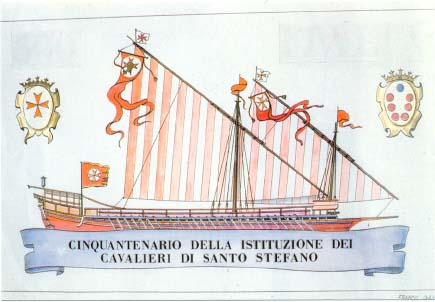
Gravura do século XVII ou XVIII representando uma galera da Ordem de Santo Estêvão.

A 7 de março de 1791, seis meses depois de se tornar imperador do Sacro Império Romano-Germânico, Leopoldo abdicou do grão-ducado a favor do seu filho mais novo, Fernando III da Toscana, o fundador da atual dinastia grão-ducal. Apesar de Fernando ter sido o primeiro soberano europeu a reconhecer a República Francesa, foi forçado a submeter-se às autoridades francesas que ocuparam o grão-ducado em 1799. Fernando abdicou do grão-ducado e do título de grão-mestre da Ordem de Santo Santo Estevão. A ordem sobreviveu durante a existência efémera do Reino da Etrúria, entre 1801 e 1807.
Após a restauração de Fernando III em 1814, foi proposto o reavivamento da ordem e um decreto de 1815 proclamava a Ripristinazione dell'Ordine dei Cavalieri di S. Stefano (Restabelecimento da Ordem dos Cavaleiros de Estêvão). A ordem seria novamente dissolvida em 1859, quando a Toscânia foi integrada no Reino da Sardenha.

## Insígnia

### Barretas
| Barretas  |            |          |
|           |            |          |
| Cavaleiro | Comendador | Grã-Cruz |

### Insígnias
| Insígnias |           |            |          |
|           |           |            |          |
| Cavaleiro | Cavaleiro | Comendador | Grã-Cruz |